# Matthias Heise
Matthias Heise (* 27. Mai 1962 in Berlin) ist ein deutscher Autor und Filmemacher. 1994 gründete er die „zanc+zyne Produktionen“, 1996 umbenannt in „zanc+zyne enterprises“ (ZZE).

## Filmografie
- 1994: Das Loch (Kurzfilm, mit Otto Sander)
- 1996: Der Rote Schirm (Drehbuch, Drama)
- 1998: alles wird gut – ein Liebesfilm (Kurzfilm, mit Ellen ten Damme)
- 2000: Erde im Fieber (Dokumentation)
- 2000: Tangled (Darsteller, Kurzfilm)
- 2003: Schlaf, Kindlein, schlaf (Drehbuch, Drama)
- 2003: Der Enkel des Paten (Kurzfilm, mit Conchita Soarez und Milton Welsh)
- 2008: Garden of Sound (Konzert-Film mit Merlin Ettore)
- 2009: Mice Life – the true story (Musik-Clip mit [trap.])

## Auszeichnungen
- 1994: Greenpeace-Regenbogen-Filmpreis für Das Loch
- 1995: Friedrich-Wilhelm-Murnau-Kurzfilmpreis für Das Loch